# Reliant Energy Plaza
Reliant Energy Plaza – wieżowiec w centrum Houston w Stanach Zjednoczonych. Ma 158 metrów wysokości i 36 pięter, pomiędzy którymi kursuje 20 wind. Jego budowa trwała 2 lata, w latach 2001–2003. Zaprojektowała go Gensler Associates. Całkowita powierzchnia wynosi 130 063 m². 
10. i 11. piętra przeznaczone są na cele handlowe. Znajdują się one pomiędzy parkingiem a biurami. Na górnych piętrach budynku mieści się hotel Lamar Hotel, którego budynek wznosił się tutaj, zanim powstał wieżowiec Reliant Energy Plaza. Sam szczyt budynku, tak jak na poziomie ulicy wzdłuż Main Street, świeci się 3 kolorami: czerwonym, białym oraz niebieskim.